# Richard Byrd
Richard Evelyn Byrd, född 25 oktober 1888 i Winchester, Virginia, död 11 mars 1957 i Boston, Massachusetts, var en amerikansk sjöofficer, flygpionjär och polarupptäckare.
Han blev först känd för att tillsammans med sin pilot, Floyd Bennett, ha flugit över Nordpolen 9 maj 1926, det vill säga några dagar före Nobile. Den 1 juli 1927, lite drygt än en månad efter Charles Lindbergh, gjorde han även en atlantflygning New York-Frankrike. Efter andra världskriget blev Byrds nordpolsflygning avslöjad som sannolikt lögn. Han hade cirklat vid Svalbard cirka ett halvt dygn.
29 juni 1927 genomförde Byrd en atlantflygning från Long Island i Frankrike på 42 timmar och 6 minuter. Sin första expedition till Antarktis företog han 1928-1930 varvid en bas kallad Little America upprättade vid Valbukten av Rosshavet. 28-29 november 1929 blev han den förste att tillsammans med sin pilot Berndt Balchen, även flyga över Sydpolen under en 17 timmars flygning. 1933-1935 ledde han sin andra expedition till Antarktis, också denna gång med Little America som bas. Under denna expedition försökte han övervintra ensam i en snöhydda 20 kilometer söder om lägret för att utföra meteorologiska iakttagelser. Efter två månader råkade han ut för en allvarlig koloxidförgiftning genom den medhavda oljekaminen. 11 augusti anlände dock en patrull till hans läger som i oktober återförde honom till basen. I maj 1935 var expeditionen tillbaka i USA. 1939-1941 företog Byrd sin tredje expedition till Antarktis, till stor del bekostad av allmänna medel, bland annat för att för USA:s räkning göra anspråk på delar av kontinenten. En fjärde expedition jätteexpedition om 4.000 man och 300 vetenskapsmän företogs med början 1946 under Byrds ledning.